# Puerto Ricos håndboldlandshold (damer)
Puerto Ricos håndboldlandshold for kvinder er det kvindelige landshold i håndbold for Puerto Rico. De reguleres af Federación de Balonmano de Puerto Rico. Det repræsenterer landet i internationale håndboldturneringer.